# Das Böse kommt auf leisen Sohlen (Roman)
Das Böse kommt auf leisen Sohlen (im englischen Original: Something Wicked This Way Comes) ist ein Roman des US-amerikanischen Schriftstellers Ray Bradbury. Der Roman erschien 1962 im Verlag Simon & Schuster. Die deutsche Erstausgabe erschien 1969 im Marion von Schröder Verlag. 1981 veröffentlichte der Diogenes Verlag das Buch in der deutschen Übersetzung von Norbert Wölfl.

## Inhalt
Der Roman handelt von Freundschaft, dem Verhältnis von Vater zu Sohn, den Sehnsüchten junger Leute, älter zu werden, und alter Menschen, wieder jung zu sein.
Die beiden dreizehnjährigen Nachbarskinder und Freunde, Jim und Will, beobachten, wie tief in der Nacht ein Jahrmarkt auf den Wiesen unweit ihrer Stadt seine Zelte aufschlägt. Die Zirkusdirektoren  Cooger und Dark sowie die vielen unheimlichen Akrobaten ziehen die Jungen in ihren Bann. Dark wird Illustrierter Mann genannt und trägt auf seinem ganzen Körper Tätowierungen, die ein Eigenleben entwickeln können. Mit ihnen hält das Böse langsam Einzug in die Stadt.
Die Jungen finden heraus, dass das Karussell das Alter der Menschen verändern kann. Pro Umdrehung vor oder zurück, steigt oder fällt das Lebensalter um ein Jahr. Das betrifft jedoch nur das körperliche Alter, geistig ändert sich nichts. Jim ist von der Möglichkeit, älter zu werden, ebenso fasziniert wie Wills 54-jähriger Vater Charles, der jünger werden möchte, weil er seinen jungen Jahren nachtrauert.
Viele Menschen erliegen der Versuchung des Karussells. Sie zahlen aber einen hohen Preis, da der Jahrmarkt sie mit veränderter Persönlichkeit als Akrobaten gefangen hält und mit sich schleppt.
Auch Jim und Wills Vater Charles kämpfen mit ihren Sehnsüchten nach einem anderen Alter und mit der Versuchung durch Zirkusdirektor Dark, das Karussell zu besteigen. Es zeigt sich, dass die vielen belebten Tätowierungen auf dessen Haut den armen manipulierbaren Seelen der Akrobaten entsprechen.
Dark und seine Akrobaten schnappen Jim und Will und wollen beide zu Gefolgsleuten machen. Wills Vater macht Dark allerdings einen Strich durch die Rechnung, indem er zunächst mehr mit sich selbst als mit Dark kämpft. Seine Waffen sind Fröhlichkeit und Lachen. Außerdem kommt er in der Auseinandersetzung mit der Versuchung durch das Karussell mit sich selbst und seinem Alter ins Reine.
Charles tötet schließlich Dark. Die Akrobaten ziehen erlöst in alle Himmelsrichtungen davon. Der Jahrmarkt löst sich auf. Jim und Will sind ein gutes Stück selbstbewusster und erwachsener geworden.

## Wissenswertes
Der Romantitel ist ein Zitat aus Macbeth von William Shakespeare:

„By the pricking of my thumbs, Something wicked this way comes.“

Die Handlung spielt in den 1920er oder 1930er Jahren. Dies macht Charles deutlich, als er in Kapitel 38 abschätzt, wann und wie häufig der Jahrmarkt unter den Menschen sein Unwesen treibt.

## Verfilmung
Unter dem gleichnamigen englischen Titel Something Wicked This Way Comes wurde der Roman im Jahr 1983 in einer Walt-Disney-Produktion verfilmt. Das Drehbuch schrieb Ray Bradbury selbst. Die Regie hatte Jack Clayton. In den Hauptrollen spielen Jason Robards (Charles Halloway), Jonathan Pryce (Mr. Dark), Vidal Peterson (Will Halloway), Shawn Carson (Jim Nightshade). Die deutsche Filmfassung erschien ebenfalls unter dem gleichnamigen Romantitel Das Böse kommt auf leisen Sohlen.